# Kenton (Delaware)
Kenton je gradić u američkoj saveznoj državi Delaware. Prema popisu stanovništva iz 2010. u njemu je živjelo 261 stanovnika.